# 400 Degreez
Ne doit pas être confondu avec 500 Degreez.
Albums de Juvenile
Solja Rags
(1997) Tha G-Code
(1999)
Singles
1. Ha
Sortie : 17 octobre 1998
2. Back That Azz Up
Sortie : 20 février 1999
3. Follow Me Now
Sortie : 1999

400 Degreez est le troisième album studio de Juvenile, sorti le 3 novembre 1998.
Entièrement produit par Mannie Fresh, l'album s'est classé 2e au Top R&B/Hip-Hop Albums et 9e au Billboard 200 et a été certifié quadruple disque de platine par la Recording Industry Association of America (RIAA) le 19 décembre 2000.
Le magazine Complex a rangé 400 Degreez à la 28e place des « 50 albums de rap les plus vendus de tous les temps ».

## Liste des titres
| No  | Titre                                                            | Contient un (des) sample(s) de                               | Durée |
| --- | ---------------------------------------------------------------- | ------------------------------------------------------------ | ----- |
| 1.  | Intro (Big Tymers) (featuring Mannie Fresh)                      |                                                              | 2:12  |
| 2.  | Ha                                                               |                                                              | 4:52  |
| 3.  | Gone Ride With Me                                                |                                                              | 4:23  |
| 4.  | Flossin' Season (featuring Big Tymers, B.G. et Lil Wayne)        | Luxury: Cococure de Maxwell                                  | 4:33  |
| 5.  | Ghetto Children                                                  |                                                              | 4:05  |
| 6.  | Follow Me Now                                                    | Oye Como Va de Tito Puente                                   | 3:55  |
| 7.  | Cash Money Concert (Skit)                                        |                                                              | 0:51  |
| 8.  | Welcome 2 Tha Nolia (featuring Turk)                             |                                                              | 5:51  |
| 9.  | U.P.T. (featuring Hot Boys et Baby)                              |                                                              | 4:17  |
| 10. | Run For It (featuring Lil Wayne)                                 |                                                              | 4:45  |
| 11. | Ha (Hot Boys Remix) (featuring Hot Boys)                         |                                                              | 4:25  |
| 12. | Rich Niggaz (featuring Lil Wayne, Mannie Fresh, Turk et Paparue) |                                                              | 5:03  |
| 13. | Back That Azz Up (featuring Mannie Fresh et Lil Wayne)           | Movin' de Brass Construction Electric Kingdom de Twilight 22 | 4:25  |
| 14. | Off Top (featuring Big Tymers)                                   |                                                              | 3:50  |
| 15. | After Cash Money Concert (Skit)                                  |                                                              | 1:19  |
| 16. | 400 Degreez                                                      |                                                              | 4:15  |
| 17. | Juvenile On Fire                                                 |                                                              | 4:57  |
| 18. | Ha (Remix) (featuring Jay-Z)                                     |                                                              | 4:25  |